# 水谷さくら
水谷 さくら（みずたに さくら、1983年〈昭和58年〉11月17日 - ）は、日本の元レースクイーン、元モデル、元タレントである。所属事務所は、ワンエイトプロモーション→A&Sプロモーション→エモーションカンパニー。

## 略歴
- レースクイーンの実姉・仁科百香の影響で、現役高校生レースクイーンとしてデビュー、脚光を浴びる。その後グラビアアイドルとして数々の雑誌の表紙やグラビアページを飾る。
- 2001年 - 2002年、テレビ東京系『給与明細』の“潜入調査員”としてテレビレギュラー出演。
- 2006年6月から2008年3月まで、ラジオ関西「さくらのブロラジ」にレギュラー出演。
- 2006年、A&S RACINGイメージガールを務める。
- 2009年3月14日に生田神社で神前結婚式を挙げた事を姉がブログで公表する[1]。結婚を機に１度目の引退となり、それまでは頻繁に更新されていたブログ（さくらんぼ日記）も、2009年になってからは元日と1月16日の2回のみとなった。
- 2010年1月、「先日離婚しました」と自分のブログで公表。
- 2010年2月、週刊プレイボーイで離婚後はじめてのセミヌードを披露。事実上の芸能界復帰となり、以後グラビア・レースクイーン・撮影会モデルなどで不定期に出演。
- 2010年5月1日にSUPER GTのレースクイーンとして復帰（TEAM BOMEX、富士スピードウェイ）
- 2015年5月、所属事務所主催の撮影会のモデル出演を最後に２度目の引退。

## 人物
趣味は多岐に渡り、華道（草月流）やネイルアートに才能を発揮している。デビュー当時からのプロフィールに、お菓子作り、映画鑑賞を趣味として挙げている。好きな洋画は『ストーリー・オブ・ラブ』。また色彩検定や初級システムアドミニストレータといった資格試験を取得している。

## 出演

### テレビドラマ
- 逮捕しちゃうぞ 第6話（2002年11月21日、テレビ朝日系列）
- クニミツの政 第1話（2003年7月1日、フジテレビ系列）
- あした天気になあれ。 第8話（2003年11月29日、日本テレビ系列）

### バラエティ番組
- 志村塾（フジテレビ）
- トペ・コンヒーロー（CS400 STAR digio）
- アイドル道（フジテレビ721）
- あいどるch（2004年、京都チャンネル）
- Hyperエンタ（エンタ!371）
- 給与明細（2001年 - 2002年、テレビ東京系列）
- 斬られてチョンマゲ！石橋新撰組が行くSP（テレビ朝日系列）
- ゼベック・オンライン（TOKYO MX）
- いつでも笑みを!（関西テレビ系列）
- やるヌキッ祭（テレビ東京系列）
- アイドルD（KBS京都）
- 農ドルちゃん（テレビ大阪）

### 映画
- 19歳の憂鬱 〜ワンピース〜（2006年） 監督：角一彦

### オリジナルビデオ
- ファインダーの女（2003年、メイキング付き版） 主演
- 園子温ファンタ・ジア 第1話「ファインダーの女」（2004年、メイキング無し版） 主演
- SHORT LOVE 〜 4つの愛の物語 第2話「Farewell」（2004年） 主演

### ラジオ
- SUPER STAR QR（文化放送）
- オレたちやってま〜す（MBSラジオ）
- おしゃべりやってまーす（K'z Station）
- さくらのブロラジ（2006年6月6日 - 2008年3月25日、ラジオ関西）
  - ラジオ関西にて放送されたものを、番組公式サイト上にて第1回放送分から（音楽部分を除いて）インターネット配信も行っていた。

### CM
- サンガリア 「みっくちゅじゅーちゅ」

### 舞台
2002年（平成14年）、レースクイーンによる初の本格的な演劇舞台『Chance!?』が9月20日から22日までの3日間、東京/天王洲スフィアメックスで行なわれた。他に出演したレースクイーンは、牛川とこ、相馬茜、近藤和美、並松紀子、三好さやか、かとうえりこ、横須賀まりこ、諸岡愛美、上原ゆいなどである。

## 作品

### イメージDVD&ビデオ
- clematis（2002年、DooGA）
- D-Splash!（2002年、キングレコード）
- マッハ号GT マッハクイーンズ "FLY AWAY"（2002年、デジキューブ）
- DOKODEMO＊SAKURA（2002年、キャプチュード）
- Body machine（2003年、ベガファクトリー）
- 一期一会（2003年、ポニーキャニオン）
- 桜咲くさくら色（2004年、ベガファクトリー）
- Cherry Doll（2004年、ラインコミュニケーションズ）
- キャラメル・水谷さくら（2005年、A&S）
- 小春日和（2006年、フォーサイド・ドット・コム）
- アップルパイ（2006年、フォーサイド・ドット・コム）
- さくら前線（2011年3月25日、イーネット・フロンティア）

### デジタル写真集
- SAKURA＊MIZUTANI in Newcaledonia Vol.1 - Vol.3 （キャプチュード） 撮影：角一彦
- SAKURA＊MIZUTANI in JAPAN （キャプチュード）

### 写真集
- さくら―17歳の記憶（2001年、バウハウス、撮影：増田賢一） ISBN 978-4894616677
- さくらんぼ（2002年、バウハウス、撮影：吉田裕之） ISBN 978-4894619258
- DOWN UNDER（2003年、小学館サブラムック）
- ハニーちゃん（2004年、講談社、撮影：井ノ元浩二） ISBN 978-4063645712